# James Nachtwey

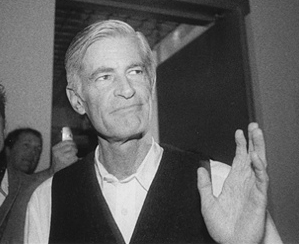
James Nachtwey (2007)

James Nachtwey, född 1948, amerikansk fotograf och fotojournalist. Han är en av dagens mest berömda och inflytelserika krigsfotografer.
Nachtwey växte upp i Massachusetts och gick på Leominster High School. Han tog sedan sin examen vid Dartmouth College, där han spelade rugby och studerade konsthistoria och statsvetenskap (1966-70). Han blev influerad av bilderna från Vietnamkriget och den amerikanska medborgarrättsrörelsen och blev en självlärd fotograf.
Han började jobba som tidningsfotograf 1976. Sedan början av 1980-talet har Nachtwey dokumenterat en mängd olika väpnade konflikter och sociala problem. Han tillbringade en ansenlig tid i Sydafrika, har tagit symbolgörande bilder av krig i Latinamerika, Mellanöstern, Ryssland, Östeuropa, forna Sovjetunionen och av socialpolitiska frågor (föroreningar, brott och straff) i Västeuropa och USA. Han har också gjort en anmärkningsvärd bildserie om 11 september-attackerna.
10 december 2003 blev han allvarligt skadad i Irak. Han återhämtade sig tillräckligt mycket för att kunna täcka efterföljderna av tsunamin i Sydostasien 26 december 2004.
Nachtwey har associerats med Time Magazine som kontrakterad fotograf sen 1984. Han jobbade för Black Star från 1980 till 1985 och var med i Magnum från 1986 till 2001. 2001 var han med och grundade bildbyrån VII Photo Agency.
Hans fotografier har ställts ut på många ställen i Europa och USA och han har mottagit många priser för sina verk. Dokumentärfilmen War Photographer om hans arbete, av regissören Christian Frei, har fått många priser och blev Oscarnominerad.